# Norinvest Holding
Die Norinvest Holding SA mit Sitz in Genf ist eine 1984 gegründete Schweizer Beteiligungsgesellschaft. 
Sie ist an der Schweizer Börse SIX Swiss Exchange kotiert und hält derzeit zwei Mehrheitsbeteiligungen. Zum einen ist sie zu 100 Prozent Besitzerin der auf die Vermögensverwaltung spezialisierten Banque Cramer & Cie. Zum anderen hält sie 73,53 Prozent der Stimmrechte an der im Schmuckgeschäft tätigen Golay-Buchel Holding.

## Geschichte
Die Ursprünge der Norinvest Holding liegen in einem seit 1871 in Genf tätigen Bauunternehmen, das 1944 in Norba umbenannt wurde. Mit dem Ausstieg aus den industriellen Geschäftstätigkeiten entstand 1984 daraus die Norba Invest Holding SA, die später in Norinvest Holding SA umbenannt wurde. Die Unternehmensgruppe richtete sich damit neu auf das Finanzgeschäft und die Vermögensverwaltung aus. 2002 entstand aus ihr, durch die Ausgliederung des Vermögensverwaltungsgeschäfts, das mit der Vermögensverwaltungsgesellschaft Cramer et Cie zusammengelegt wurde, die Banque Cramer & Cie. 
Ende 2007 übernahm die Norinvest Holding eine hundertprozentige Beteiligung an der L.A.G. Finances SA und kam damit in den Besitz einer 64,8-prozentigen Beteiligung an der im Schmuckgeschäft tätigen Golay-Buchel Holding, die seither die zweite starke Beteiligung der Gruppe bildet.